# Hippopotamyrus wilverthi
Hippopotamyrus wilverthi är en fiskart som först beskrevs av Boulenger, 1898.  Hippopotamyrus wilverthi ingår i släktet Hippopotamyrus och familjen Mormyridae. IUCN kategoriserar arten globalt som livskraftig. Inga underarter finns listade i Catalogue of Life.